# Патрік Юлін
Патрік Юлін (швед. Patrik Juhlin; нар. 24 квітня 1970, Вестерос, Швеція) — шведський хокеїст, правий нападник. 
Вихованець хокейної школи ХК «Вестерос». Виступав за ХК «Вестерос», «Філадельфія Флаєрс», «Герші Берс» (АХЛ), «Філадельфія Фантомс» (АХЛ), «Йокеріт» (Гельсінкі), ХК «Берн».
У складі національної збірної Швеції учасник зимових Олімпійських ігор 1994, учасник чемпіонатів світу 1993, 1994 і 1996. У складі молодіжної збірної Швеції учасник чемпіонату світу 1990.
Чемпіон зимових Олімпійських ігор 1994. Срібний призер чемпіонату світу (1993), бронзовий призер (1994). Срібний призер чемпіонату Фінляндії (2000), бронзовий призер (1998). Чемпіон Швейцарії (2004). Став найкращим бомбардиром міжнародного турніру Приз Известий 1992.